# Sociología de la educación

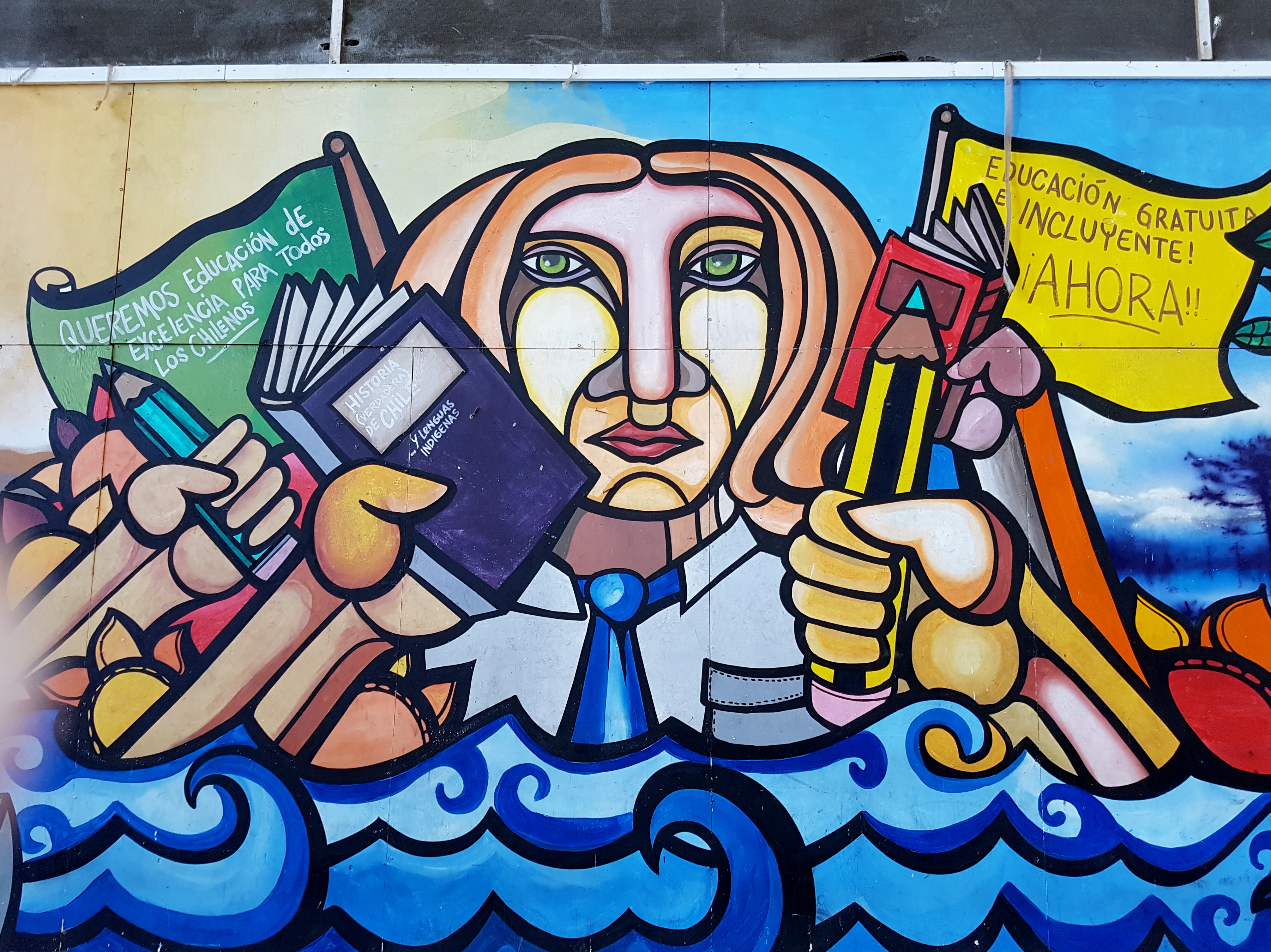
Fragmento del mural escolar realizado por la Brigada Ramona Parra. Santiago de Chile, 2012.

La sociología de la educación es una perspectiva para el análisis del fenómeno educativo que utiliza los conceptos, metodologías y teorías de la sociología para entender la educación en su dimensión social. Su preocupación central es el estudio del contexto social de la educación. Esto le ha dado un fuerte énfasis en la educación formal, aunque también haya estudios importantes sobre la educación informal y la educación no formal. Se ha nutrido de aportes de sociólogos, pedagogos, psicólogos, antropólogos y economistas, constituyéndose como un campo interdisciplinario.
Las grandes preocupaciones de la sociología de la educación no difieren demasiado de las preocupaciones genéricas de la sociología como ciencia social. Es decir, la sociología de la educación ha estudiado las vinculaciones de la educación con la igualdad social, la equidad, la movilidad social y otras cuestiones tradicionales de la sociología como las vinculaciones entre educación y poder social. Por otra parte, cabe mencionar que existe  cierta  discusión  al  respecto  de  si  la  sociología  de  la educación  es una  disciplina  en  sí  misma  o  si  se  trata  específicamente  del estudio de la educación por parte de la sociología general.

## Historia
Emile Durkheim, uno de los padres de la sociología, es considerado el iniciador de la disciplina con sus obras Educación y sociología, La educación: su naturaleza, su función y La evolución pedagógica en Francia, publicadas después de su muerte en 1917. 
Emile Durkheim, es quien observó a la educación como un hecho social al que había que prestarle mucha atención, ya que afirmaba que de su desarrollo dependía el funcionamiento de la sociedad en su conjunto. Con Weber se observa cómo con el nacimiento del estado moderno capitalista, la educación se institucionaliza, analizando de manera comprensiva el fenómeno burocrático y las relaciones entre individuos como fundamento para el estudio social de la educación. Marx, ha definido a la educación como la institución que forma parte del aparato de la clase dominante.
Después de la Segunda Guerra Mundial, el tema recibió un interés renovado en todo el mundo: desde el funcionalismo estructuralistal en los EE. UU., la reforma igualitaria de oportunidades en Europa y la teoría del capital humano en la economía. Todo esto implicaba que, con la industrialización, la necesidad de una mano de obra tecnológicamente cualificada socava las distinciones de clase y otros sistemas adscriptivos de estratificación, y que la educación promueve la movilidad social. Sin embargo, la investigación estadística y de campo en numerosas sociedades mostró un vínculo persistente entre la clase social y el rendimiento de un individuo, y sugirió que la educación solo podía lograr una movilidad social limitada.
Los estudios sociológicos mostraron cómo los patrones de escolarización reflejaban, en lugar de desafiar, la estratificación de clase y la discriminación racial y sexual. Luego del declive del funcionalismo desde fines de la década de 1960 en adelante, la idea de la educación como un bien absoluto fue cuestionada aún más profundamente. Los neomarxistas argumentaron que la educación escolar simplemente producía una fuerza laboral dócil esencial para las relaciones de clase del capitalismo tardío. 
Entre los pensadores del siglo XX, sobresale lo expuesto por Pierre Bourdieu en sus libros Los Herederos. Los estudiantes y la cultura y  La Reproducción. Elementos para una teoría del sistema de enseñanza, ambos en coautoría con Jean-Claude Passeron. También destacan los aportes del sociólogo y lingüista Basil Bernstein.

## Características
Los temas que aborda la sociología de la educación son varios y diversos como dinámica es la vida social. Uno de los temas centrales que aborda es la figura del Estado y el sistema educativo. Este eje se inserta en los  problemas de la organización del sistema educativo, la figura docente y alumno como construcción histórica. Otro tema central está signado por la relación entre escuela y sociedad. Las grandes transformaciones sociales, políticas y culturales impactan en la fisonomía escolar.
La sociología de la educación caracteriza por:
- ser una sociología especial. Es decir, es una de las ciencias sociológicas (como también la sociología de la familia, la sociología del trabajo, la sociología de la religión) que se ocupan de alguno de los aspectos concretos de lo social. En este sentido es una rama de la sociología general, coordinada con las otras sociologías especiales mencionadas.
- ser una ciencia de la educación, en tanto que tiene como objeto de estudio la educación. Esto no significa que sea una ciencia pedagógica, ni que pertenezca a la pedagogía, sino que es una ciencia sociológica que pertenece a la sociología. La sociología de la educación busca plantear el fenómeno educativo, explicarlo como hecho social que es. Explica el fenómeno educativo desde el punto de vista sociológico, no desde el pedagógico.
- ser una disciplina explicativa y descriptiva, esencialmente, frente a otras que pretenden o tienen por objetivo principal intervenir en el proceso educativo. Esta afirmación que opone a la sociología de la educación a las didácticas y psicología de la educación, no quita que posea un carácter provocador y crítico que provoque y oriente con sus resultados, cambios y transformaciones, no solo educativos, también sociales.

Siguiendo a Durkheim, F. Ortega plantea que la sociología de la educación tiene dos objetivos mutuamente complementarios: la constitución histórica de los sistemas educativos, de cuya comprensión se desprenden las causas que los originaron y los fines que cumplen; y la forma en que funcionan en las sociedades contemporáneas. Por su parte, la pedagogía crítica plantea que el objetivo que persigue la sociología de la educación está relacionado con responder al fracaso escolar. Desde ese lugar, Kaplan señala que la escuela puede ayudar a torcer las historias de los discentes desde su aporte crítico. El lugar del docente es fundamental para intervenir en el proceso.

## Educación Popular
Aunque en pocas universidades se toma en cuenta la Educación Popular de Freire, es necesario considerarla como base teórica contemporánea; Ya que en algunos casos puede resultar bastante útil para la metodología y el marco teórico."La Educación Popular se contrapone a la educación formal. Esta última entiende a los participantes del proceso educativo como recipientes que pueden ser llenados de conocimientos. Se caracteriza por ser una práctica autoritaria y de traspaso unilateral de conocimiento, sin reflexión ni crítica. La Educación Popular o liberadora, en cambio, se caracteriza por ser un espacio de diálogo, encuentro y reflexión. A través de la superación de la contradicción educador - educando, nadie educa nadie, sino que todos se autoeducan y generan conocimiento popular y colectivo".